# Слуга народа 2
«Слуга народа 2» (укр. Слуга народу 2) — украинская политическая кинокомедия 2016 года, снятая украинско-российским режиссёром Алексеем Кирющенко.
В апреле 2017 года фильм был номинирован в трёх категориях на Украинской национальной кинопремии Золотая Дзига. В августе 2017 года фильм был отобран для участия в секции «Фокус на мировое кино» (англ. Focus on World Cinema) основной программы Монреальского международного кинофестиваля 2017.

## Связь с сериалом
События фильма охватывают часть второго сезона одноимённого сериала «Слуга народа».

## Сюжет
Президент Василий Голобородько (Владимир Зеленский) при власти уже почти полгода. Экономическая ситуация в стране ухудшилась, цены растут, национальная валюта обесценивается. Кредит народного доверия к Президенту стремительно падает. Ради стабилизации ситуации в стране Голобородько необходимо получить финансовую помощь МВФ в размере 15 миллиардов евро, которую могут предоставить, если в Украине будут внедрены реформы и приняты антикоррупционные законы. Однако Верховная Рада, которой негласно руководят олигархи, блокирует голосование по пакету этих законов.
Президент Голобородько в отчаянии. Он вынужден обратиться за советом и за помощью к своему заклятому политическому врагу — экс-Премьер-министру Юрию Ивановичу Чуйко (Станислав Боклан), которого сам посадил за решетку после коррупционного скандала. Чуйко предлагает помочь президенту решить его задачу при условии своей амнистии. Он разрабатывает хитроумную стратегию, в которой необходимо искусственно создать конфликт интересов у олигархов и заставить Верховную Раду принять пакет непопулярных среди депутатов антикоррупционных законов.
Временные союзники — Президент и экс-Премьер-министр — отправляются в путешествие по Украине, чтобы реализовать свой план. Они побывают в Харькове, Одессе, Запорожье, Днепре и во Львове. Их ждет множество приключений, испытаний и даже преследования «титушками».

## Производство
Фильм стал 10 лентой Студии Квартал-95, начиная с фильма «Любовь в большом городе», который студия выпустила в прокат ещё в 2009 году. Уникальность фильма в том, что, как отметил писатель и киносценарист Андрей Кокотюха, вопреки традициям «Студии Квартал-95», которые девять своих предыдущих фильмов сделали 100-процентно русскоязычными, в фильме «Слуга народа 2» впервые звучит украинская речь и фильм «почти наполовину украиноязычный».
Съёмки фильма начались 13 августа 2016 года на Центральном железнодорожном вокзале в Киеве и проходили, кроме столицы, в Одессе, Львове, Харькове и в Запорожье. В саундтреке фильма использованы песни таких украинских групп, как «Ріапобой», «Бумбокс», «Друга Ріка» и другие.

## В ролях
- Владимир Зеленский — Василий Петрович Голобородько, Президент Украины
- Елена Кравец — Ольга Юрьевна Мищенко, Премьер-министр Украины
- Анастасия Чепелюк — Анна Михайловна, Помощник Президента Украины
- Станислав Боклан — Юрий Иванович Чуйко, бывший Премьер-министр
- Евгений Кошевой — Сергей Викторович Мухин, Министр иностранных дел
- Мика Фаталов — Микаель Тасунян, Глава службы безопасности Украины
- Георгий Поволоцкий — Толя, начальник охраны
- Ольга Жуковцова — Оксана Сковорода, помощник Министра иностранных дел
- Владимир Горянский — Рустем Ашотович Маматов, олигарх
- Дмитрий Лаленков — Михаил Семёнович Ройзман, олигарх
- Юрий Гребельник — Андрей Николаевич Немчук, олигарх
- Сергей Калантай — Отто Адельвайнштайнер, глава МВФ
- Андрей Данилко — Верка Сердючка / камео

## Релиз
Допремьерный показ фильма состоялся 19 декабря 2016 в Киеве. Фильм вышел в широкий прокат 23 декабря 2016 года. Дистрибьютором фильма в Украине выступила компания UFD.
Кроме Украины 27 апреля 2017 года лента также вышла в кинопрокат в Беларуси.

## Награды и номинации
| Кинопремия                              | Дата церемонии | Категория                              | Номинант           | Результат | Прим.              |
| --------------------------------------- | -------------- | -------------------------------------- | ------------------ | --------- | ------------------ |
| Национальная кинопремия «Золотая Дзига» | 20.04.2017     | Лучший фильм                           | Слуга народа 2     | Номинация | [ 1 ] [ 2 ] [ 11 ] |
| Национальная кинопремия «Золотая Дзига» | 20.04.2017     | Лучший актёр                           | Владимир Зеленский | Номинация | [ 1 ] [ 2 ] [ 11 ] |
| Национальная кинопремия «Золотая Дзига» | 20.04.2017     | Лучший актёр второго плана             | Евгений Кошевой    | Номинация | [ 1 ] [ 2 ] [ 11 ] |
| 2nd Pioneer Art Film Festival           |                | Лучший фильм иностранного производства | Слуга народа 2     | Победа    | [ 12 ]             |